# Onsen Nozokimi Daisakusen
Onsen Nozokimi Daisakusen (яп. 温泉ノゾき見大作戦, кириліз.: Онсен Нодзокімі Даісакусен, досл. «Велика операція підглядання в онсені») — японська ритмічна відеогра 2008 року, видана Atlus. Це Flash-гра, створена в рамках рекламної кампанії до Persona 4 і була доступною для гри на японському сайті Persona 4. У мінігрі гравець клацає у ритм музики, щоб підглядати за персонажем Persona 4 Чіе Сатонакою на жіночій стороні гарячого джерела (онсену), через отвір у перегородці. Гра черпала натхнення з одного з ігрових епізодів, у якому гравець відвідує лазню в Persona 4, але сценарій мінігри не має безпосереднього зв’язку з сюжетом основної гри.
Гра стала популярною, але отримала змішані відгуки: деякі гравці були здивовані концепцією та самим фактом її існування, тоді як інші сприйняли її з гумором і насолоджувалися ігровим процесом.

## Ігровий процес
Onsen Nozokimi Daisakusen — це ритмічна мінігра, в якій гравець перебуває на чоловічому боці відкритого гарячого джерела (онсена) та намагається підглядати за персонажем Persona 4 Чіе Сатонака, яка купається на жіночій стороні, через отвір у перегородці, уникаючи того, щоб його помітили.
Щоб досягти мети, гравець повинен клацати мишею по отвору в ритм музики, у подвоєному темпі, щоб наповнити шкалу серця. Клацати потрібно в правильному темпі: занадто швидко — і Чіе помічає підглядача, називає його збоченцем і б’є; занадто повільно — і спливає 15-секундний таймер, позбавляючи гравця подальшого шансу підглядати. Якщо гравець проходить гру успішно, йому показують сцену, де Чіе купається, після чого з’являється можливість пройти другий раунд, у якому до Чіе приєднується ще одна героїня Persona 4 — Юкіко Амаґі.

## Розробка
Onsen Nozokimi Daisakusen була розроблена в Adobe Flash та взяла за основу сцену з гри Persona 4, у якій гравець відвідує лазню, хоча сам сценарій мінігри не пов'язаний із сюжетом Persona 4. Siliconera схарактеризувала гру як частину тренду японських відеоігор із Flash-демоверсіями, хоча зазначила, що Onsen Nozokimi Daisakusen не є демо Persona 4 у традиційному сенсі.
Atlus випустила гру 2 липня 2008 року як браузерну гру на офіційному японському сайті Persona 4, у межах промокампанії до японського релізу Persona 4, який відбувся наступного тижня. Окрім мінігри, промо включало шпалери та нові трейлери. У 2015 році Atlus випустила ще одну браузерну гру з аналогічним клацовим ігроладом, але з іншим оформленням — Hanate Wotagei! Rise no Dance Battle (яп. 放てヲタ芸！りせのダンスバトル, кириліз.: Ханате Вотаґей! Райз но Дансу Батору) — для просування ритм-гри Persona 4: Dancing All Night.

## Сприйняття
Onsen Nozokimi Daisakusen була популярною та добре сприйнятою гравцями, згідно з NLab, які зазначили, що їхній огляд гри став найчитанішою статтею тижня, назвавши гру «улюбленицею всіх». Хаято Ікея, автор тієї ж платформи, як давній шанувальник Persona, вважав гру шокуючою та нетиповою для серії; попри початкові сумніви, він визнав її веселою, захопливою та відзначив хорошу кінцівку. GameSpark, підсумовуючи новини тижня про японську ігрову індустрію, висловили здивування самим фактом існування цієї гри.
Ватару Като, інший оглядач NLab, охарактеризував мотив підглядання як втілення «дурнуватого чоловічого мислення», наголосивши, що така поведінка була б незаконною в реальному житті. Проте він визнав привабливість забороненого бажання та цікавість, яку викликає голос дівчини з іншого боку перегородки онсену. Журнал Wired назвав гру «збоченою, але сексуальною» та такою, що допоможе шанувальникам Persona перебити час очікування Persona 4. Вони охарактеризували геймплей як простий, але складний для опанування, і самі не змогли завершити гру. Видання New Akiba порадило тим, хто не хоче проходити гру, просто переглянути відео-прохождение. Wired описали момент, коли Чіе помічає гравця, як «на межі божевілля»; Ікея зазначив, що він і його колеги вважали цю сцену більш захопливою, ніж нагороду за перемогу. Коічі Імафуджі з NLab, хоч і отримав задоволення від вуаєристської тематики, підкреслив, що гра має більше глибини: його захопила висока чутливість керування кліками та цікава складність завдань.